# Meridiano Zero (movimento)

La runa Algiz, simbolo dell'organizzazione

Meridiano Zero è stato un movimento politico di estrema destra di matrice neofascista, nato nel 1991. 

## Le origini
Il movimento prende corpo l'8 settembre 1991 dalla fusione di alcuni gruppi di fuoriusciti dal Fronte della Gioventù romano, a seguito di fratture determinatesi nell'ambiente giovanile missino dopo la decisione del partito di appoggiare l'intervento statunitense in Iraq, ed a causa di tensioni politiche derivate dalla rottura di equilibri interni all'organizzazione romana del Fronte della Gioventù. 
Il 4 ottobre 1991 il primo gruppo di militanti di Meridiano Zero si rende protagonista di violenti incidenti con appartenenti ai collettivi studenteschi di sinistra nella facoltà di lettere e filosofia dell'Università degli Studi di Roma "La Sapienza".
I promotori del nascente movimento politico provenivano principalmente dalle sezioni del MSI del Prenestino, della Garbatella-EUR, del nucleo Monteverde, dell'Appio-Latino (tutti facenti capo al coordinamento Roma ovest, della storica sezione Colle Oppio) e di quella del Nomentano e di Montesacro, con estensione anche a Ostia, Tivoli, Fiumicino e Ladispoli.
Inizialmente il movimento sceglie come sezione politica di riferimento quella del Prenestino, in via Muzio Attendolo (poi oggetto di un attentato dinamitardo), ma poco dopo - a seguito delle numerose adesioni - si rende necessaria l'apertura di nuove sedi, tra cui quella di via Catania (nel Quartiere Nomentano) e successivamente quella di via Castelfidardo (nel Rione Castro Pretorio). Quest'ultima resterà l'unica sede aperta dopo lo scioglimento e continuerà l'attività del centro studi fino al 1995, quando i rimanenti membri dell'ufficio politico originario decidono di aderire alla nascente Fiamma Tricolore di Pino Rauti.
Alla direzione politica del nuovo movimento chiamano Rainaldo Graziani, figlio del leader di Ordine Nuovo Clemente Graziani, anche se il movimento è guidato da un Direttivo di cui facevano parte figure storiche della destra sociale romana provenienti dal Fronte della Gioventù e da altri gruppi extraparlamentari come Ugo Cassone, Stefano Schiavi, Francesco Mancinelli, Valerio Cutonilli, Stefano Filetti.

## Basi ideologiche
Il movimento mutua la denominazione da uno scritto del filosofo tedesco Ernst Jünger dal titolo Trattato del Ribelle e dalla decisione del regime fascista di istituire un proprio meridiano zero passante da Battipaglia (SA), da contrapporre a quello di Greenwich. Il movimento sceglie come simbolo Algiz (la runa della vita, già utilizzata dal Deutsches Frauenwerk, movimento nazista femminile) e decide di caratterizzare la propria comunicazione con l'invito alla cosiddetta tecnoribellione, una sorta di luddismo privo degli elementi di lotta sociale.
Inizia la sua opera nelle scuole e nelle università dove riscuote un blando successo, specialmente a Roma e nel Lazio, soprattutto per le tesi propugnate sulla tecnoribellione.
(tecnoribellione)
Si proclama diverso dagli altri gruppi della destra radicale romana ed italiana, sostenendo di attuare un tipo di politica diversa, attenta ai giovani ma anche al sociale. Tra gli slogan adottati:
Un'operazione di marketing politico rilanciata da alcuni quotidiani di destra porterà i mass-media a interessarsi per qualche giorno al gruppo. Per divulgare le finalità del movimento tecnoribelle, Rainaldo Graziani tiene a Roma una conferenza stampa presso l'Albergo Nazionale in piazza di Montecitorio, davanti al Parlamento italiano. Radio Radicale trasmette l'audio integrale dei lavori, contestati da Diego Masi, futuro parlamentare per il Patto Segni, Rinnovamento Italiano e Forza Italia.
Meridiano Zero ebbe anche un giornale di riferimento Orientamenti e ricerca, diretto da Gabriele Adinolfi, già leader di Terza Posizione.
Agli studenti delle scuole medie superiori è dedicato il bollettino Mister Tuttle, dal nome ispirato al personaggio "tecnoribelle" interpretato da Robert De Niro nel film Brasil.
Le liste di rappresentanti studenti-militanti di Meridiano Zero concorrono nelle elezioni all'Università "La Sapienza" e nelle scuole medie superiori romane (tra cui Tasso, Mamiani e Peano) riuscendo in alcuni casi a eleggere propri membri nei consigli studenteschi locali.
La ritualità riveste un ruolo fondamentale per l'identità del gruppo. Meridiano Zero celebra il solstizio d'estate e d'inverno, propendendo per una visione neo-pagana dell'esistenza, officiando al sole il culto della pietas romana per la costituzione di "Uomini Nuovi". La ricorrenza del 21 aprile, Natale di Roma, viene celebrata sul colle Palatino e ai Fori Imperiali. Tra gli autori più letti dai militanti c'è il filosofo Julius Evola.
La manifestazione programmaticamente più eclatante, ma che in realtà segnò la fine del gruppo, si tenne per le strade di Roma il 9 maggio 1992. Un corteo di alcune centinaia di giovani con bandiere rosse con la runa di Algiz nera in cerchio bianco, secondo lo schema grafico della bandiera nazista e striscioni sulla tecnoribellione attraversa il centro della capitale partendo da piazza Santa Maria Maggiore sino a piazza SS. Apostoli, percorrendo via Merulana, via dei Fori Imperiali e piazza Venezia. Il corteo viene interrotto dall'atto di resistenza civile di Dacia Valent, politica di origini somale, europarlamentare del PCI, che tenta di interrompere lo snodo dei manifestanti, sollevando così l'attenzione dei media mainstream sull'ispirazione nazi-fascista del movimento.
Nel 1993, in seguito all'emanazione del decreto-legge che sarà poi convertito nella legge Mancino, e in concomitanza con un'inchiesta penale, Meridiano Zero opta per l'autoscioglimento e notifica la decisione con un comunicato al ministro dell'interno e alla DIGOS.. Dall'inchiesta, secondo un accenno contenuto in un contemporaneo resoconto giornalistico, emergerebbe che Meridiano Zero è (insieme a Movimento Politico) "il punto di riferimento dei giovani naziskin romani".
Meridiano Zero, come afferma un documento (dedicato allo scomparso Walter Spedicato, tra i fondatori di Terza Posizione, morto in Francia) allegato al comunicato di scioglimento, è nato nel settembre del 1991 «per rispondere ad esigenze di natura politica e dottrinaria proprie di un ambito politico giovanile di estrema destra». L'autoscioglimento, prosegue la nota, vorrebbe essere «il preludio a un rilancio e alla prosecuzione più intensa e qualificante del movimento [...]. Siamo riusciti a superare quella logica neofascista, che comunque abbiamo rappresentato, e di questo siamo fieri, ma che oltre ad un patrimonio indissolubile, rappresenta anche un ostacolo per garantire una continuità con il futuro».
Secondo Gianluca Semprini e Mauro Caprara, nonostante «[...] il progetto sembri di alto livello [e] malgrado gli ideali altisonanti, alcuni critici vedono in Movimento Zero soltanto un'operazione di marketing rivolta agli studenti liceali». Sempre secondo quanto riportato da Semprini e Caprara, tra le diverse anime del movimento non manca quella più violenta, e «[...] nel passato del movimento ci sarebbero assalti agli immigrati e collusioni con gli skin», oltre all'accusa, sebbene mai provata, di aver fatto esplodere una sede del PDS.